# En plein cœur (film, 1998)
Pour les articles homonymes, voir En plein cœur et Cœur.
Pour plus de détails, voir Fiche technique et Distribution.
En plein cœur est un film français réalisé par Pierre Jolivet, sorti en 1998.

## Synopsis
Cécile et Samira sont deux jeunes amies, qui à la suite d'un casse qui tourne mal, risquent la prison. Pour la représenter devant les tribunaux, Cécile fait appel à Michel Farnese, avocat dont elle avait, quelque temps avant, volé le portefeuille. Grâce au faux témoignage d'un ex petit ami, Cécile est acquittée. Bientôt, Cécile et Michel Farnese deviennent amants.

## Fiche technique
- Titre : En plein cœur
- Réalisation : Pierre Jolivet
- Scénario : Roselyne Bosch, d'après le roman En cas de malheur, de Georges Simenon
- Production : Alain Goldman
- Sociétés de production : Canal+, France 2 Cinéma et Légende Entreprises
- Musique : Serge Perathoner et Jannick Top
- Photographie : Pascal Ridao
- Montage : Yves Deschamps
- Décors : Thierry Flamand
- Costumes : Valérie Pozzo di Borgo
- Pays de production :  France
- Format : couleur - 1,85:1 - Dolby Digital - 35 mm
- Genre : drame romance
- Durée : 101 minutes
- Dates de sortie : 25 novembre 1998 (France), 9 décembre 1998 (Belgique)

## Distribution
- Gérard Lanvin : Michel Farnese
- Virginie Ledoyen : Cécile Maudet
- Carole Bouquet : Viviane Farnese
- Guillaume Canet : Vincent Mazet
- Aurélie Vérillon : Samira
- Jean-Pierre Lorit : Antoine
- Denis Podalydès : Martorel
- Anne Le Ny : Bordenave
- Nadia Barentin : Lili
- Mar Sodupe : Luisa
- Pascal Leguennec : René
- Pierre Martot : un policier
- Rachid Hafassa : Kirouane

## Distinctions
- Nomination au César du meilleur espoir masculin pour Guillaume Canet en 1999.

## Autour du film
- C'est un remake de En cas de malheur de Claude Autant-Lara (1958) avec Jean Gabin, Brigitte Bardot et Edwige Feuillère[1].
- Durant le film, on peut entendre La Flûte enchantée, composée par Wolfgang Amadeus Mozart et interprétée par le Deutsches Symphonie-Orchester Berlin dirigé par Ferenc Fricsay.